# Lustgarten (Berlin)
Der Lustgarten ist eine zwei Hektar große Grünfläche auf der Museumsinsel im Berliner Ortsteil Mitte. Im Jahr 1573 von Kurfürst Johann Georg als Küchengarten des Berliner Schlosses angelegt, wurde er im Laufe der Geschichte mehrmals umgestaltet. Dabei erhielt er 1834 eine Granitschale, die zu den beliebtesten Sehenswürdigkeiten Berlins gehört, und 1863 ein Reiterstandbild Friedrich Wilhelms III., das in der Nachkriegszeit zerstört wurde. Zuletzt wurde der Lustgarten 1998–1999 umgestaltet.

## Lage
Der im historischen Stadtteil Alt-Kölln gelegene Lustgarten wird begrenzt von der Straße Am Lustgarten und dem Berliner Dom im Osten, dem Alten Museum im Norden, dem Kupfergraben im Westen sowie einer mehrspurigen Straße und dem als Humboldt Forum wiederaufgebauten Berliner Schloss im Süden.

## Geschichte

### Anfänge

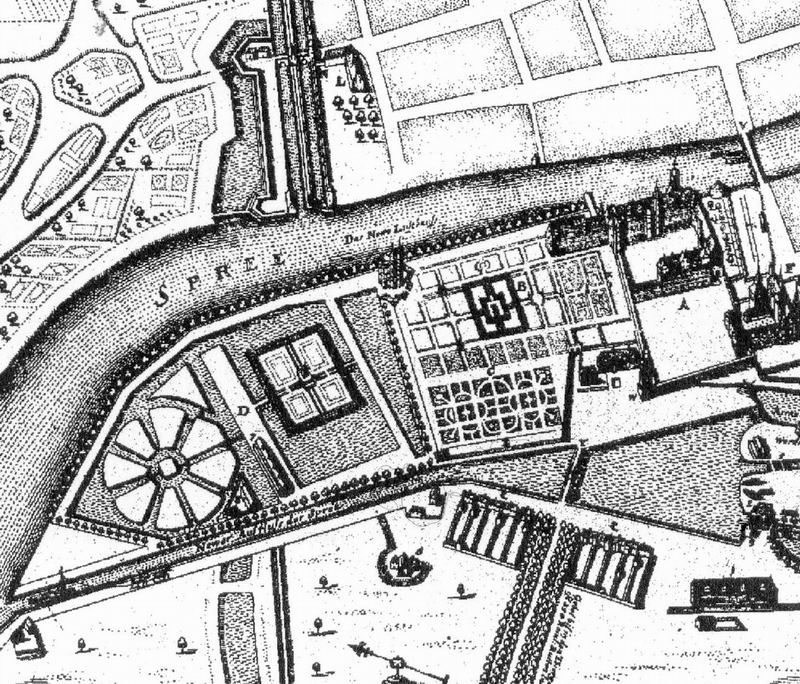
Der Lustgarten auf dem Memhardt-Plan von 1652, der Pfeil am unteren Rand weist nach Norden

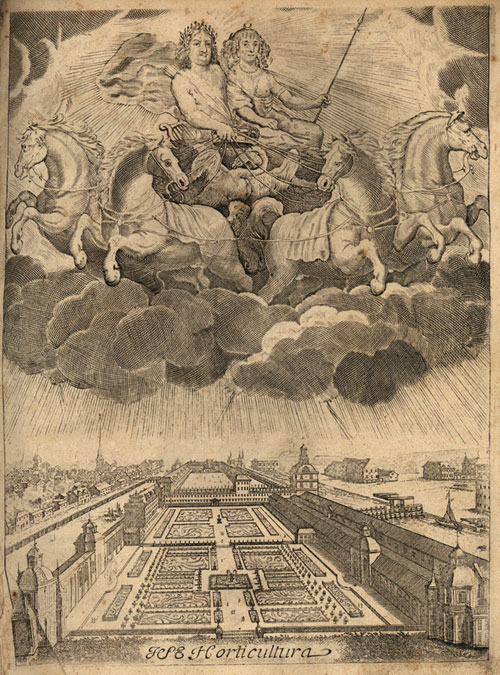
Ansicht des Lustgartens aus Johann Sigismund Elsholtz’ Vom Garten-Baw, 1666

Der nördliche Teil der aus einer Sandbank entstandenen Spreeinsel war ursprünglich ein relativ sumpfiges Gelände. Während auf dem südlichen Teil der Insel zwischen zwei Armen der Spree im 13. Jahrhundert die Stadt Cölln entstand und ab 1442 nördlich davon auf dem zentralen Teil eine mittelalterliche Burganlage von Kurfürst Friedrich II. errichtet wurde, ist über die Nutzung und das Aussehen des nördlichen Teils der Insel, auf dem der heutige Lustgarten liegt, zu dieser Zeit nichts bekannt. Erstmals erwähnt wird er 1471, man kann aber davon ausgehen, dass das Gelände auch schon vorher als Garten gedient hat. Unter Kurfürst Johann Georg wurde das Areal 1573 im Zuge des Schlossausbaus zu einem Nutz- und Küchengarten, verantwortlich dafür war sein Hofgärtner Desiderius Corbinianus. Aus der küchen notturft, also den Bedürfnissen und Ansprüchen der Hofküche entsprechend, legte Corbinianus einen Teil des Gartens als Kräutergarten an; auch Obstbäume wurden gepflanzt. Vermutlich hat ein Teil des Areals auch höfischen Festlichkeiten gedient. In den Jahren des Dreißigjährigen Krieges wurde der Garten verwüstet und verwilderte.
Noch vor Kriegsende ließ Kurfürst Friedrich Wilhelm 1645 den Garten wiederherstellen und durch den Militäringenieur Johann Mauritz und den Hofgärtner Michael Hanff nach dem Vorbild der niederländischen Gärten anlegen. Das Gelände fiel von Südwest nach Nordost in Terrassen leicht ab und trägt seit 1646 den Namen Lustgarten. Großen Einfluss auf die Anlage hatte der Schlossbaumeister Johann Gregor Memhardt, der seine Vorstellungen 1652 in einem Plan für die Gestaltung Berlins, dem Memhardt-Plan, vorlegte. Darin sah er einen dreigeteilten Garten vor, der nur teilweise verwirklicht wurde. Neben dem eigentlichen Lustgarten, der ein Arboretum, Volieren, Hecken, Statuen, Skulpturen und Laubengänge sowie ein Lusthaus vorsah, entwarf Memhardt einen sich westlich anschließenden Wassergarten mit Springbrunnen, Fontäne und Wasserspielen sowie einen Küchengarten, der auch exotische Pflanzen und Gewürze beherbergen sollte. Das Lusthaus im niederländischen Stil hatte Memhardt schon 1650 erbaut, im Untergeschoss enthielt es eine künstliche Grotte. Für die 1649 aus den Niederlanden eingeführten und erstmals hier angepflanzten Kartoffeln wurde 1652 das Pomeranzenhaus errichtet, in dem neben Kartoffeln auch Tomaten als Zierpflanzen gezogen wurden. Es waren die ersten Kartoffeln, die in Preußen kultiviert wurden. Durch einen Defekt im Heizsystem brannte das Gebäude 1655 ab, wurde 1656 neu aufgebaut und 1658 wieder abgerissen, um Platz für Befestigungsanlagen zu schaffen. Im Zug der Fortifikation wurde der Festungsgraben angelegt, der den Lustgarten zerschnitt und den Cöllner Stadtgraben mit der Spree verband. Der dortige Teil des Gartens musste verlegt werden. Der Botaniker und Hofmediziner Johann Sigismund Elsholtz wurde 1657 Gartenmeister und entwickelte die Anlagen in den Folgejahren zum ersten botanischen Garten Berlins. Der für jedermann frei zugängliche Garten war ein beliebter Treffpunkt der Berliner und der erste und älteste Gartenplatz der Stadt. Bis dahin hatte man in Berlin nur Markt-, Kirch- und Exerzierplätze gekannt, wie Bogdan Krieger (1863–1931) schreibt. Im Jahr 1660 wurde auch das Ballhaus, das früher außerhalb der alten Stadtmauern gelegen hatte, an den Rand des Lustgartens verlegt. Es diente für Ballspiele, insbesondere eine Frühform des Tennisspiels (Jeu de paume). Ab 1685 wurde die Anlage im Norden durch Johann Arnold Nering um ein in Halbkreis-Form gebautes sogenanntes „Orangerie-Haus“ erweitert.
Der Soldatenkönig Friedrich Wilhelm I. strich im Jahr seiner Krönung 1713 die Ausgaben für den Lustgarten, ließ die seltenen Pflanzen, Statuen und künstlerisch geformten Blumenkübel in die Schlossgärten von Charlottenburg und Friedrichsfelde umsetzen und das Bassin beseitigen. Dann ließ er den Lustgarten zum sandgedeckten Exerzierplatz umbauen. Im Jahr 1738 erhielt die Berliner Kaufmannschaft das Lusthaus und richtete im Obergeschoss die Berliner Börse ein, im Untergeschoss befand sich eine Bildhauerwerkstatt. Friedrich II. ließ um den nach wie vor unbepflanzten Platz Kastanienalleen anlegen und an der Spreeseite 1745–1748 durch Johann Boumann den Neubau des Berliner Doms errichten. Die Orangerie diente ab 1749 als Ergänzungsbau des Packhofs. Unter der Regierung Friedrich Wilhelms III. wich das Lusthaus 1798 einem Neubau für die Börse und nach einer Idee David Gillys bedeckte Rasen den Platz. Dessen Betreten war streng verboten. Die Wege um den Rasen und die Vorplätze des Doms und des Schlosses umsäumten Pappeln. Der begrünte, schattig gewordene Teil des Lustgartens entwickelte sich als Promenade zur Konkurrenz der Straße Unter den Linden. Jedoch diente eine breite, kieselbestreute Fläche vor dem Schloss weiterhin der preußischen Armee als Exerzier- und Paradeplatz. An seiner Südostecke erhob sich seit dem Jahr 1800 Schadows Marmorstandbild ihres Zuchtmeisters Fürst Leopold von Anhalt-Dessau. Nach der Niederlage Preußens bei Jena und Auerstedt zog Napoleon Bonaparte am 27. Oktober 1806 in Berlin ein und ließ zum Entsetzen der Öffentlichkeit seine Truppen auf dem Rasen biwakieren.

### Neugestaltung durch Schinkel 1831

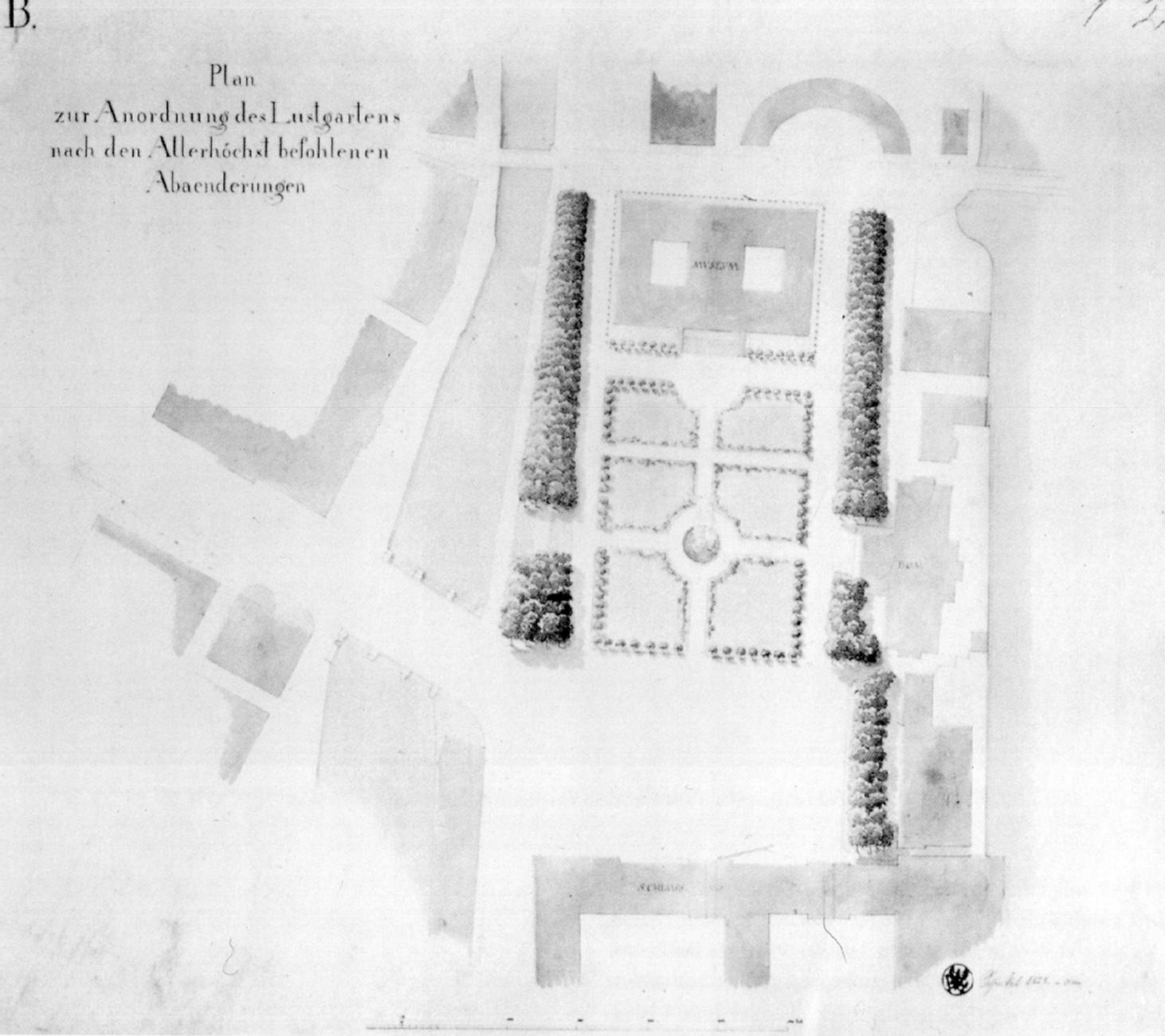
Schinkels Entwurf zur Neugestaltung des Lustgartens

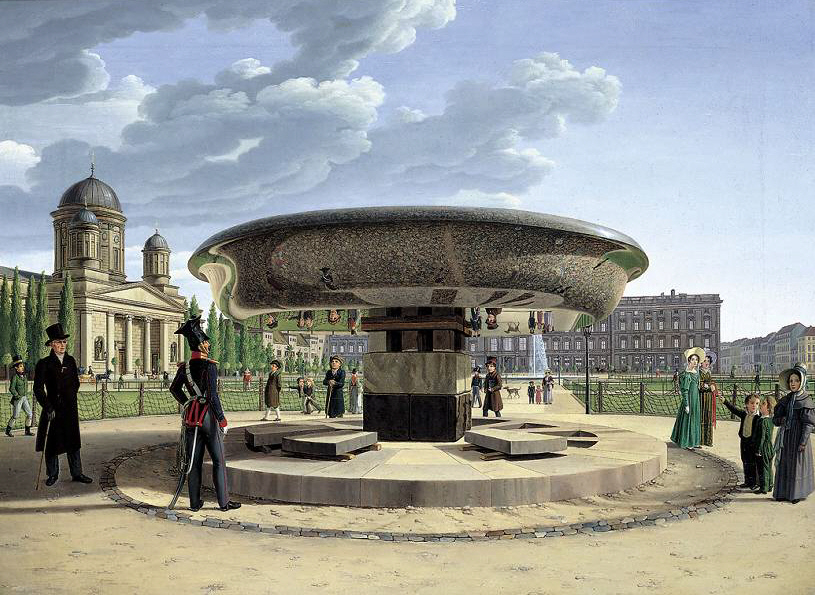
Die Granitschale im Berliner Lustgarten, Gemälde von Johann Erdmann Hummel, 1831

Im Bereich zwischen Forum Fridericianum und dem Schloss entstand unter der Regierung Friedrich Wilhelms III. nach den Befreiungskriegen mit der Errichtung der Neuen Wache, der Schloßbrücke und mehrerer Feldherrendenkmäler der hauptstädtisch-repräsentative Stadtraum des preußischen Staates. Der Lustgarten bildete den östlichen Abschluss des Raumprogramms. Zwischen 1820 und 1822 modernisierte Karl Friedrich Schinkel den barocken Berliner Dom im klassizistischen Stil. In den Jahren 1825 bis 1828 begann er mit dem Ausbau des nördlichen Teils der Spreeinsel zur Museumsinsel; zuerst wurde das klassizistische Königliche Museum errichtet.
Auf der Grundlage von Schinkels Vorstellungen modellierte Peter Joseph Lenné von 1826 bis 1829 die nun von Spree, Stadtschloss, Dom und Altem Museum eingefasste Fläche des Lustgartens neu. Er teilte das begrünte, rechteckige, westlich und östlich von Kastanien eingefasste Areal in sechs Rasenfelder ein. Aus den beiden nördlichen Feldern schnitt er vor der Freitreppe des Museums ein Halbrund aus, und am Schnittpunkt der vier südlichen Rasenfelder erhob sich eine 13 Meter hohe Fontäne. Die Dampfmaschine für ihre Wasserförderung brachte Schinkel in einem Maschinenhaus nördlich des alten Börsengebäudes unter. Das Wasser floss über einen mit Granitplatten gedeckten, gemauerten Kanal ab, dessen Auslassöffnung noch heute in der Spreekanalmauer erkennbar ist.
Im Jahr 1831 fand vor der Freitreppe des Königlichen Museums eine antikisierende Granitschale mit einem Durchmesser von 22 Fuß (6,91 Meter) ihren Platz, die der Steinmetz und Bauinspektor Christian Gottlieb Cantian aus einem Findling, einem der Markgrafensteine in den Rauenschen Bergen, geschlagen hatte.

### Umgestaltung durch Strack 1871/1905

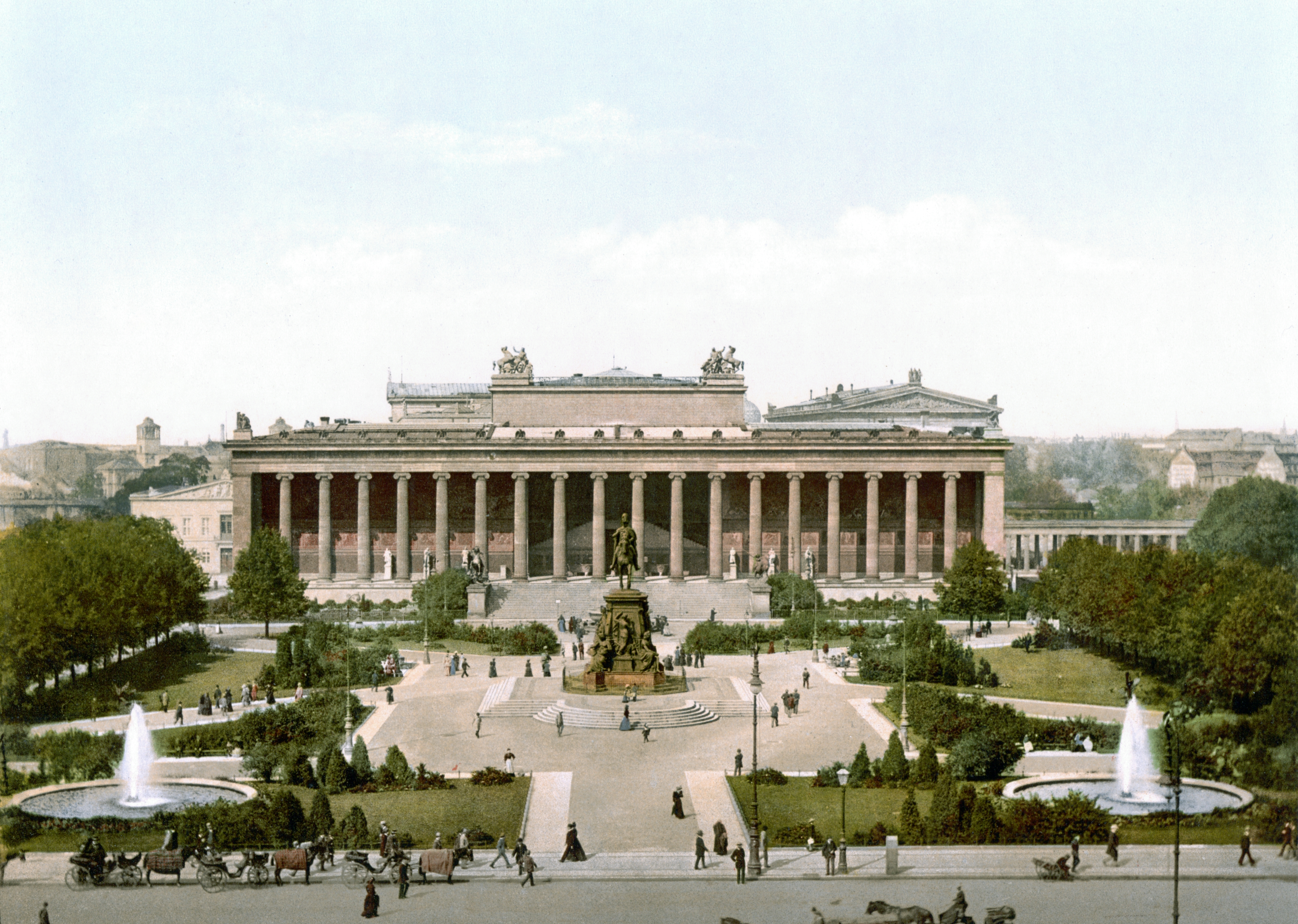
Lustgarten mit Reiterstandbild Friedrich Wilhelms III., Blick auf das Alte Museum, um 1900

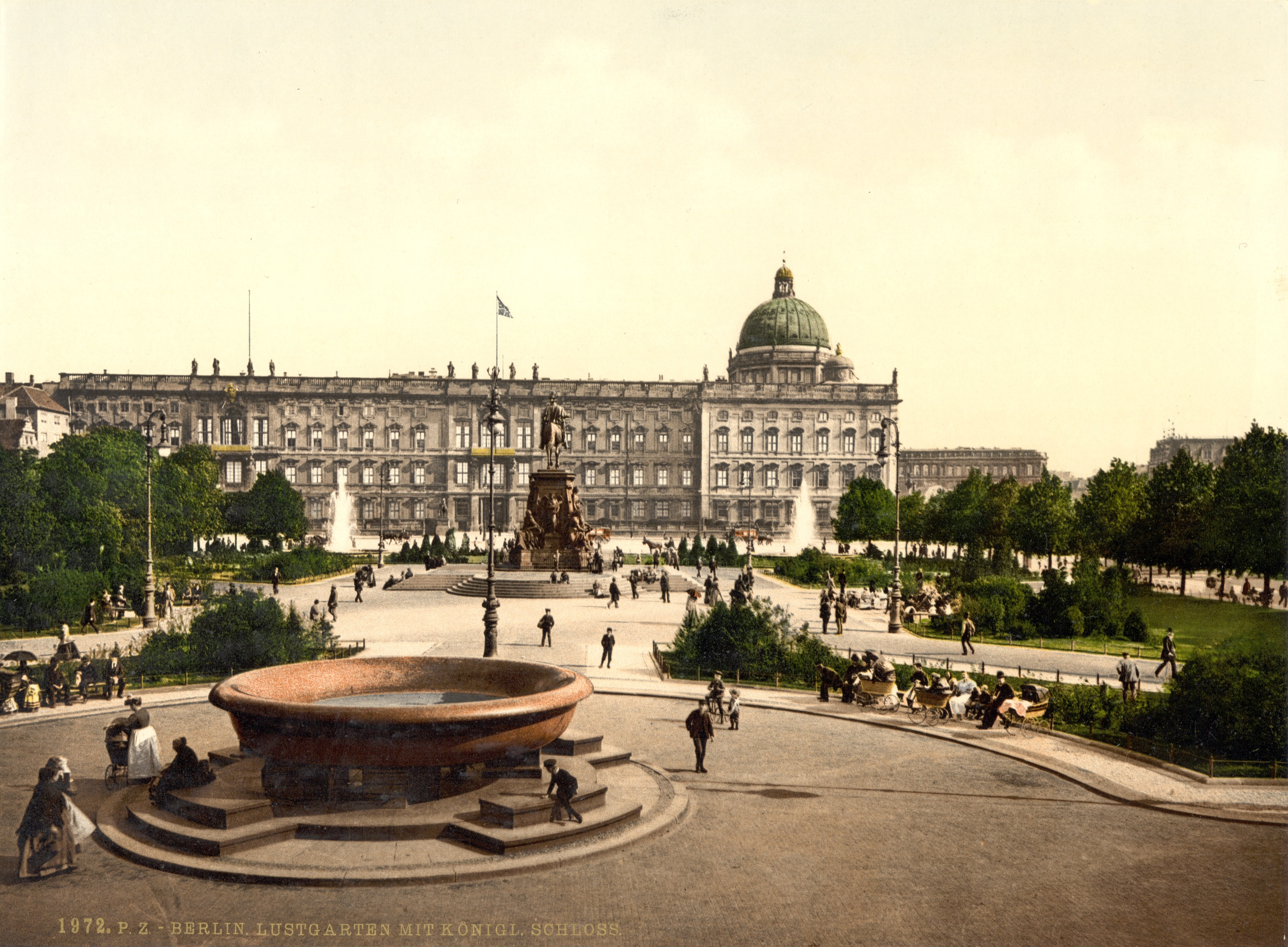
Lustgarten mit Granitschale, Blick auf das Berliner Schloss, um 1900

Nach der Gründung des Deutschen Kaiserreiches im Jahr 1871 gestaltete Heinrich Strack den Lustgarten um, wobei zwei Diagonalwege für Fußgänger angelegt wurden. Die Granitschale von Christian Gottlieb Cantian blieb am nördlichen Rand. In der Mitte wurde das Reiterstandbild Friedrich Wilhelms III. von Albert Wolff aufgestellt. Am südlichen Rand entstanden zwei kleine Fontänen, während die Grünflächen eine reiche Bepflanzung mit Schmuckbeeten, Büschen und Bäumen erhielten. Weitere Anpassungen waren nach dem Bau des Berliner Domes 1905 erforderlich.
In der Zeit der Weimarer Republik diente der Platz oft politischen Kundgebungen vor allem der Arbeiterbewegung. So demonstrierten am 31. August 1921 rund 500.000 Berliner im Lustgarten gegen den sich verstärkenden rechtsradikalen Terror. Einen Tag nach der Ermordung Walther Rathenaus fand hier am 25. Juni 1922 eine spontane Protestkundgebung von 250.000 Berlinern statt. Am 7. Februar 1933 demonstrierten 200.000 Teilnehmer gegen den gerade ernannten Reichskanzler Adolf Hitler und seine NSDAP-Regierung.

### Pflasterung durch Dammeier 1936

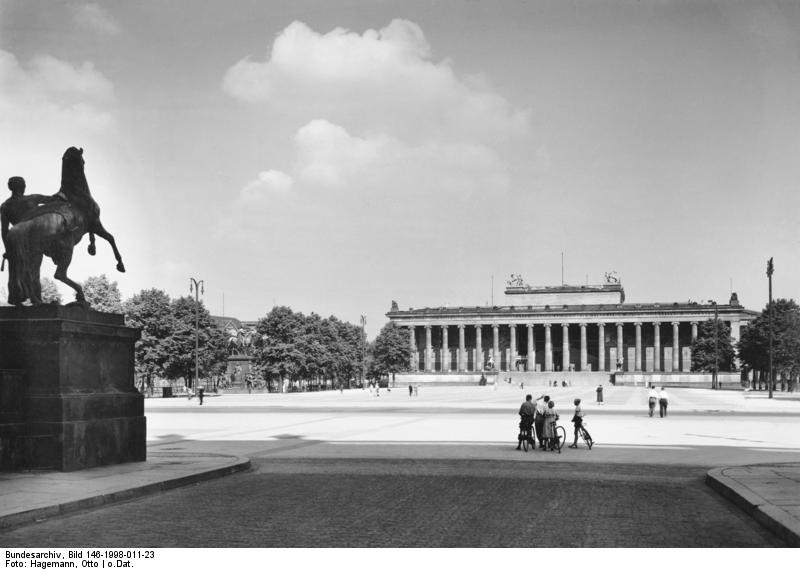
Gepflasterter Lustgarten mit versetztem Reiterstandbild, um 1936

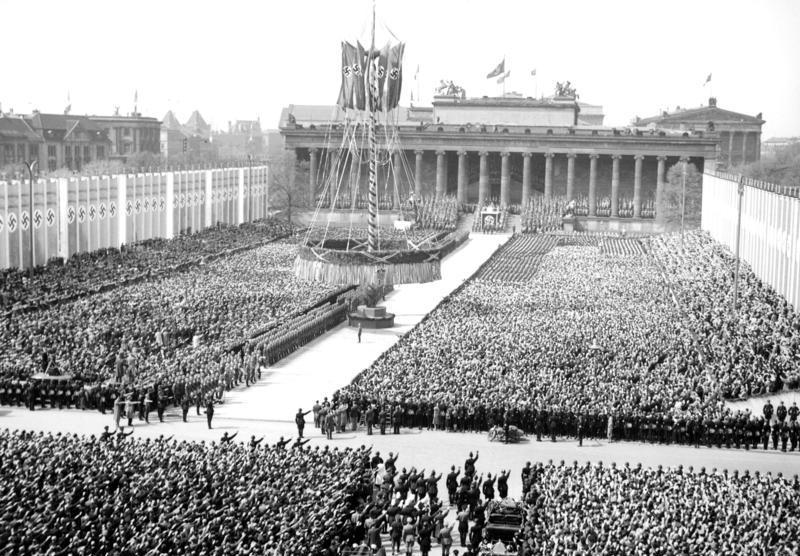
NS-Kundgebung im Lustgarten anlässlich des 1. Mai 1936

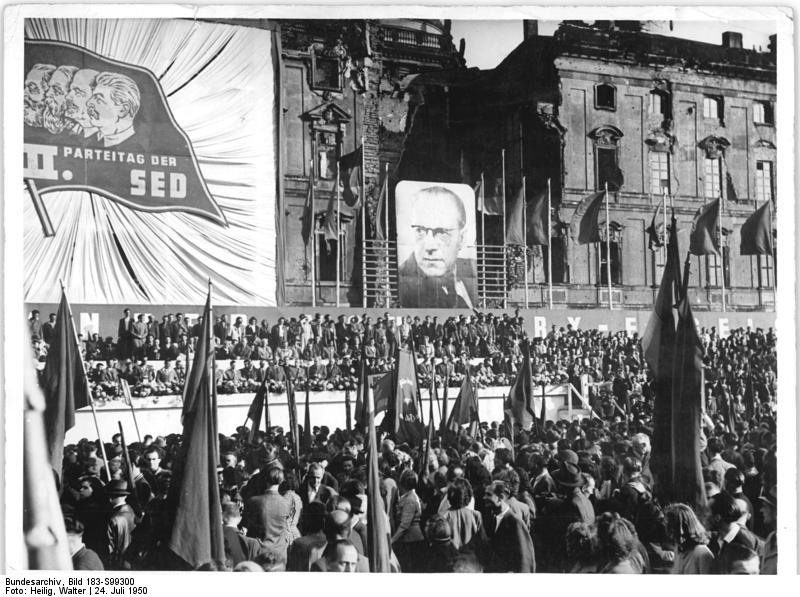
SED-Kundgebung im Lustgarten anlässlich des III. Parteitags, Juli 1950

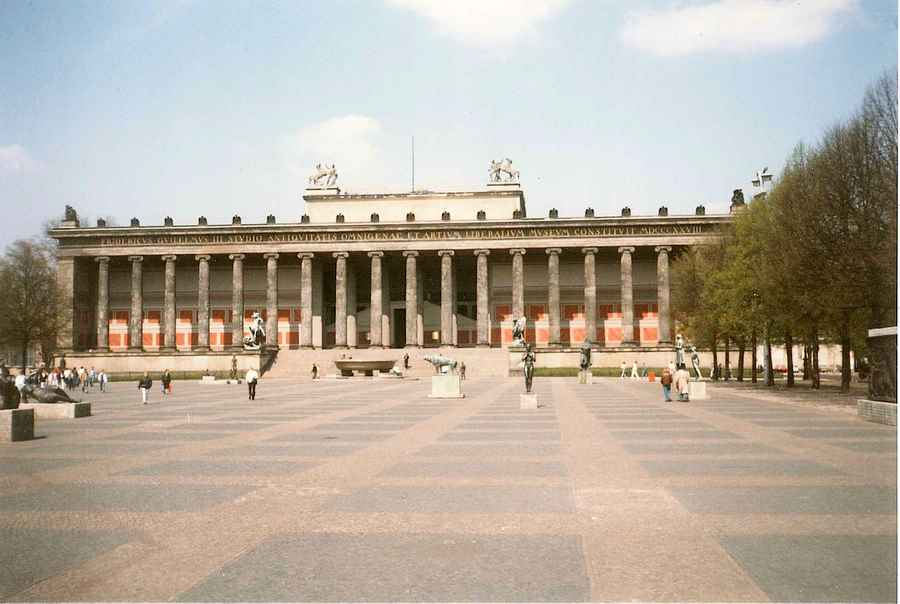
Der gepflasterte Lustgarten zu DDR-Zeiten, 1988

Auch die Nationalsozialisten nutzten den Lustgarten als Platz für Kundgebungen. Während der Vorbereitungen auf die Olympischen Sommerspiele 1936 gestaltete ihn Ministerialrat Conrad Dammeier von 1935 bis 1936 zu einem Parade- und Aufmarschplatz um, der mit großformatigen Rechteckplatten gepflastert war, flankiert von breiten Rasenflächen. Weil das Reiterstandbild Friedrich Wilhelms III. und die Granitschale den Blick auf das Alte Museum beeinträchtigen, dessen Freitreppe bei Kundgebungen als Tribüne dienen sollte, mussten sie an die Platzränder rücken. Die Granitschale kam in die Grünanlage nördlich des Doms und der um 90° gedrehte Friedrich Wilhelm III. ritt vom Spreekanal auf das Domportal zu.
Am 1. August 1936 feierten in einer „Weihestunde“ 20.000 Hitlerjungen und 40.000 SA-Männer im Lustgarten den Abschluss des olympischen Fackellaufs in Berlin. Der Läufer Siegfried Eifrig entzündete das olympische Feuer, das in zwei „Altären“ im Lustgarten und vor dem Schloss während der ganzen Dauer der Olympischen Spiele brannte.
Am 18. Mai 1942 versuchte die Herbert-Baum-Gruppe, eine jüdisch-kommunistische Widerstandsgruppe, die Propagandaausstellung Das Sowjet-Paradies durch einen Brandanschlag zu zerstören, was zu ihrer Verhaftung, zum Tod Baums in der Gestapo-Haft und zur Hinrichtung von mindestens 27 ihrer Mitglieder führte. Als „Vergeltung“ verhaftete das Reichssicherheitshauptamt Ende Mai 500 jüdische Männer und ermordete die Hälfte von ihnen sofort.
Während der alliierten Luftangriffe erlitten der Lustgarten und die angrenzenden Gebäude Zerstörungen unterschiedlichen Grades durch Brände. Der größte Teil des Schlosses und das Alte Museum brannten aus, der Dom büßte die äußere Kuppelschale samt der Laterne ein. Die Substanz der Platzrandbebauung, ihr Figurenschmuck, die Granitschale und das Friedrich-Wilhelm-Denkmal waren mit geringen Beschädigungen erhalten geblieben.
In den ersten Jahren nach 1945 diente der Lustgarten weiterhin als Demonstrationsplatz, den jedoch die SED-Führung als zu klein befand. Zur Erweiterung des Platzes ließ auf Befehl Walter Ulbrichts die Partei im Jahr 1950 das Schloss sprengen und abräumen, wodurch der Lustgarten seine städtebauliche Fassung verlor. Das beschädigte Denkmal Friedrich Wilhelms III. war bereits als Buntmetallschrott eingeschmolzen worden.
Die weite Aufmarschfläche aus dem Areal des Schlosses, dem Schloßplatz, der Schloßfreiheit und dem Lustgarten, dessen historischer Name unterging, hieß ab 1951 Marx-Engels-Platz. Die beschädigten, rahmenden Bäume des Lustgartens wurden 1951 durch Linden ersetzt, während die Pflasterung Dammeiers unverändert blieb.
In den Jahrzehnten danach erfolgte der Wiederaufbau des Alten Museums, die Wiederherstellung der Nationalgalerie und des Doms, später auch der Schloßbrücke. Auf dem östlichen Teil des Schlossareals entstand 1973 und 1976 der Palast der Republik. Die Fläche gegenüber dem Lustgarten blieb unbebaut und diente als Parkplatz. Ein von Jürgen Raue gefertigter Gedenkstein erinnert seit 1981 an die Widerstandsgruppe Baum. Seit dem Jahr 2000 ergänzen dessen Text Tafeln mit Informationen zur Geschichte des Ereignisses. Die Granitschale Cantians kam 1981 an ihren ursprünglichen Platz vor dem Alten Museum.

### Wiederbegrünung durch Hans Loidl 1998

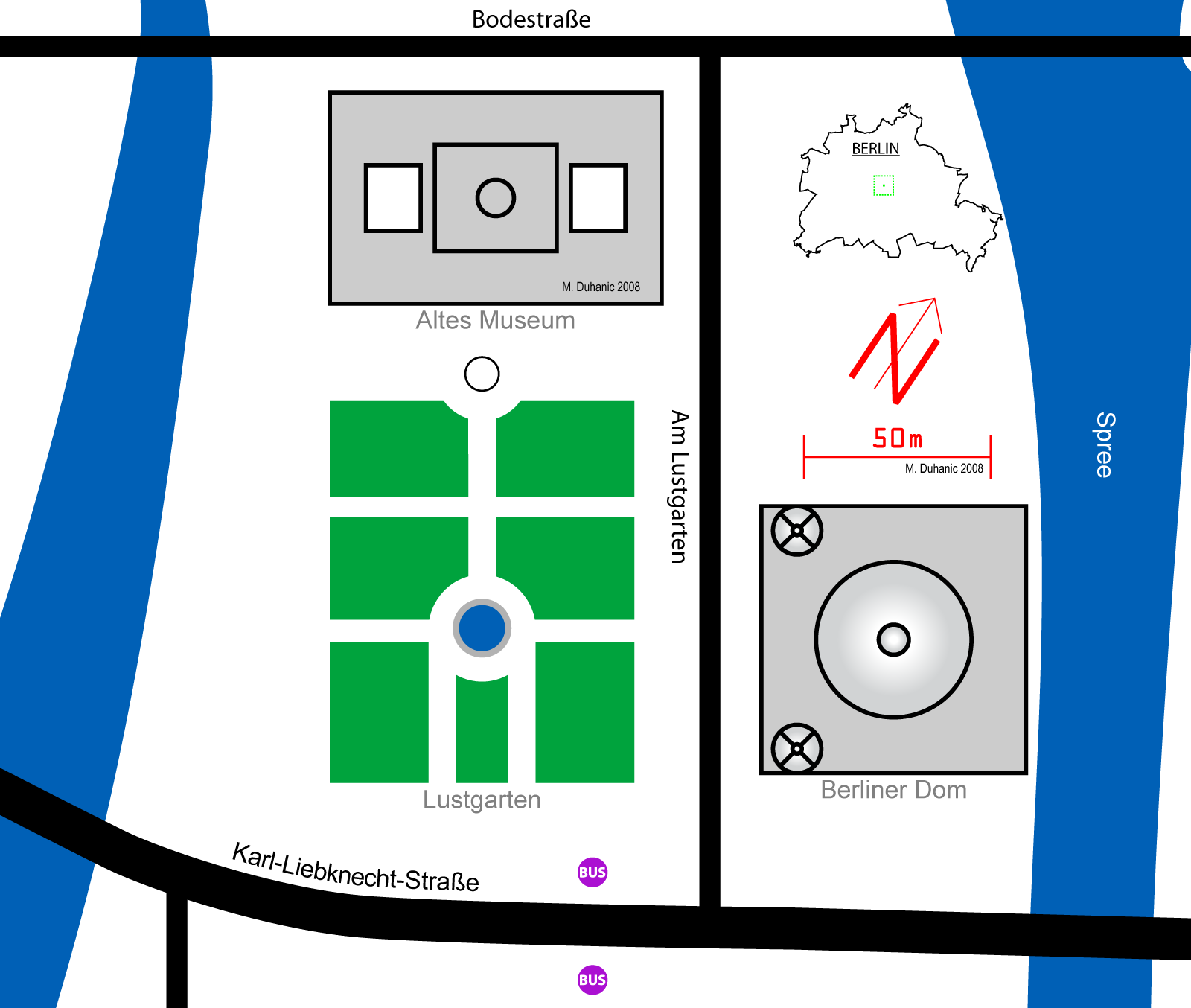
Vereinfachte Umgebungskarte der aktuellen Situation

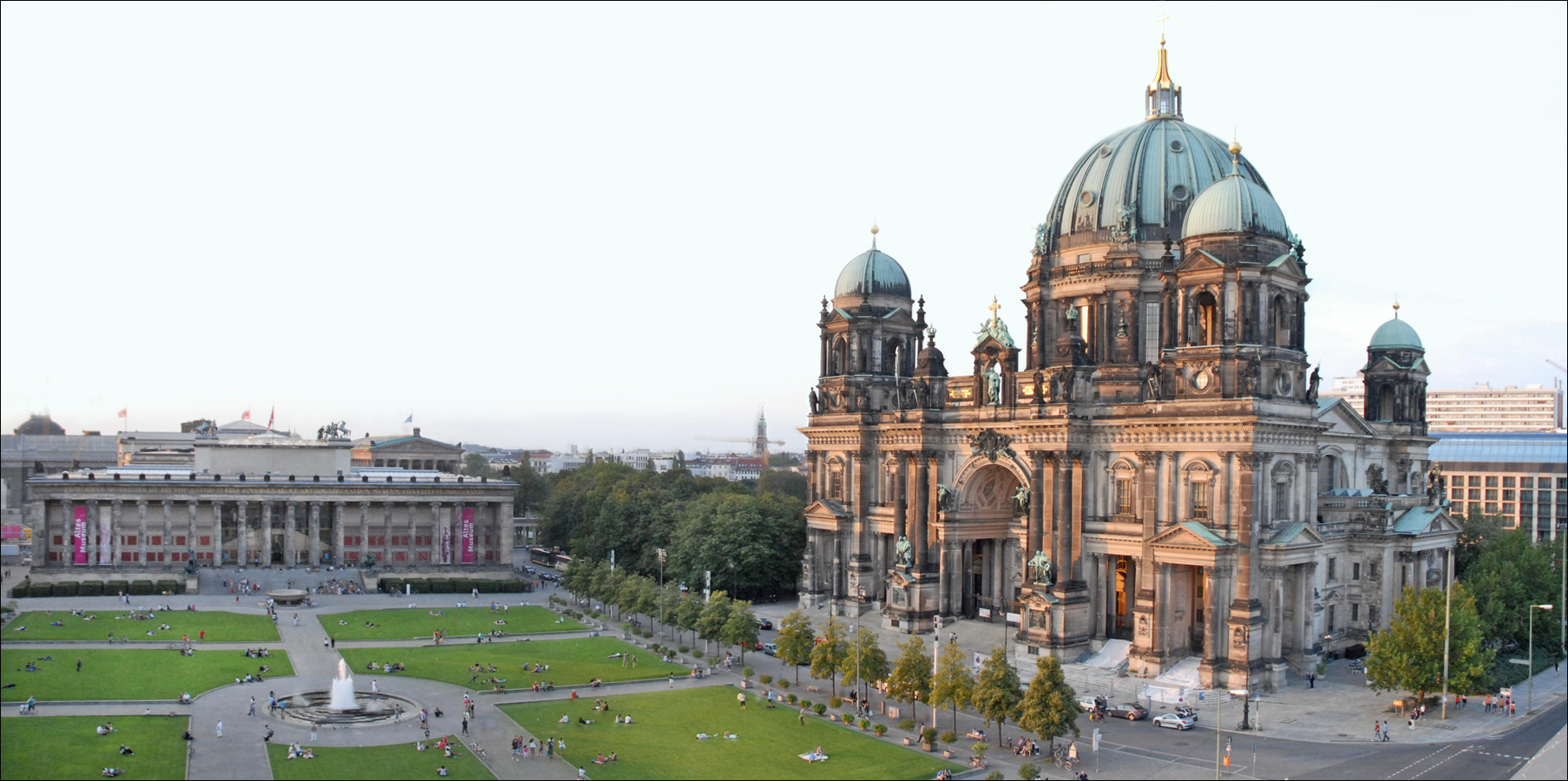
Blick von der ehemaligen Humboldt-Box auf den Lustgarten und den Berliner Dom

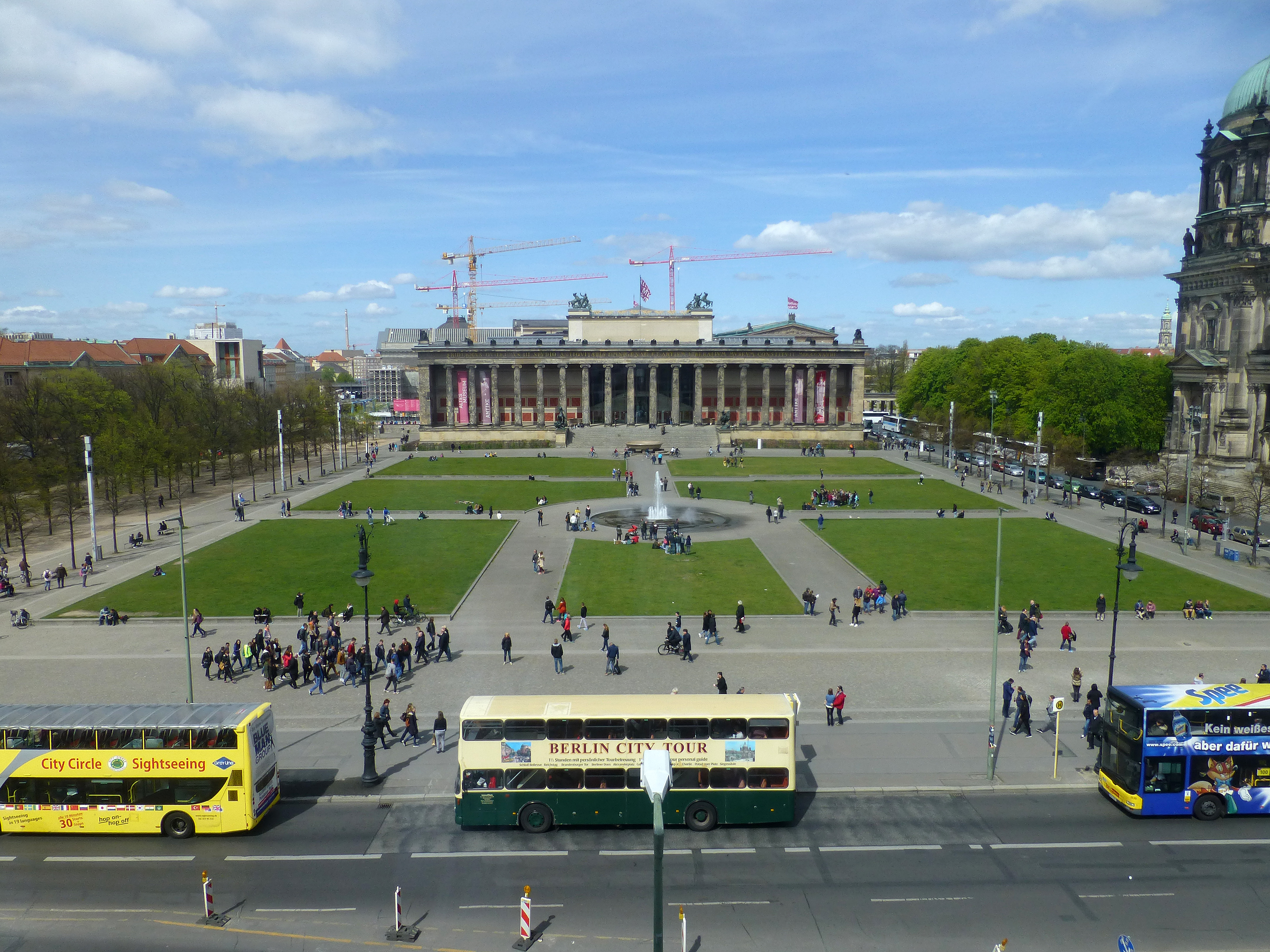
Blick von der ehemaligen Humboldt-Box auf den Lustgarten und die Karl-Liebknecht-Straße

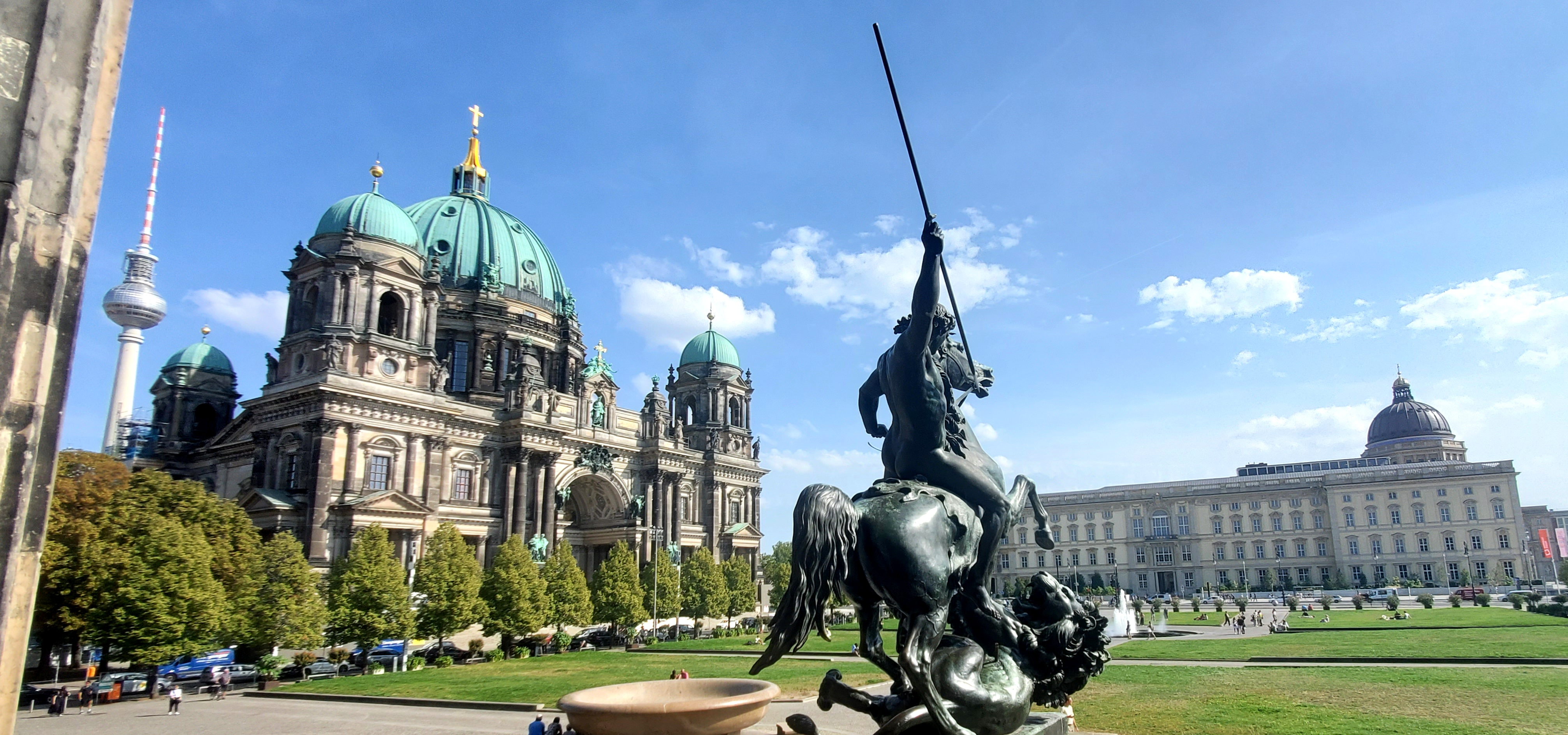
Blick auf den Lustgarten mit dem Dom, dem Schloss und dem Löwenkämpfer

Nach der deutschen Wiedervereinigung erhielt der Lustgarten seinen historischen Namen zurück. Es wurden Pläne zur Wiederherstellung des Lustgartens im Sinne der Lennéschen Planungen diskutiert und mehrere Wettbewerbe veranstaltet. Der bildende Künstler Gerhard Merz gewann 1994 mit seinem Entwurf das Auswahlverfahren. Sein Vorschlag wurde jedoch, wie auch Gustav Langes Siegerentwurf des zweiten Wettbewerbsverfahrens 1997, von der Öffentlichkeit abgelehnt. Beide Entwürfe wollten das historische Pflaster aus der Zeit des Nationalsozialismus erhalten, dessen Denkmalschutz der Berliner Senat schließlich aufhob.
Nach Bürgerdemonstrationen für eine historische Rekonstruktion des Platzes in der Fassung der Zeit um 1900 wurde der zweitplatzierte Entwurf aus beiden Verfahren vom Atelier Loidl, der sich an den älteren Plänen von Karl Friedrich Schinkel orientierte, von 1998 bis 1999 für 3,5 Millionen Euro verwirklicht. Dabei ersetzten Neupflanzungen einen Großteil der Linden entlang der Spree. Die Granitschale rückte an ihren Standort zu Schinkels Zeiten zurück, und die von diesem angelegte Fontäne erstand an derselben Stelle in moderner Form. Für die Neuanlage des Lustgartens erhielt 2001 das Atelier Loidl den Deutschen Landschaftsarchitektur-Preis.
Während der Diskussion um den Beschluss des Deutschen Bundestages, die historische Fassade des Berliner Stadtschlosses im Zuge des Baus des Humboldt Forums zu rekonstruieren, schlugen der ADAC und der Förderverein Stadtschloss vor, den Autoverkehr südöstlich um das Stadtschloss herumzuführen und dafür einen Teil der Karl-Liebknecht-Straße zur Fußgängerzone zu machen, um so den Lustgarten weiter an das Stadtschloss heranzuführen. Ein am 6. April 2009 vorgestelltes Konzept zur Verkehrsführung am Humboldt Forum des Berliner Senats sieht hingegen keine Verlegung des Autoverkehrs, sondern eine Aufpflasterung des Bereichs der Karl-Liebknecht-Straße zwischen Lustgarten und Humboldt Forum sowie eine Sicherung durch Ampeln an beiden Seiten vor.